# Ornithopoder
Ornithopoder, (Ornithopoda, fågelfotingar) vetenskapliga namnet på en grupp växtätande dinosaurier tillhörande ordningen ornithischier (fågelhöftade dinosaurier). Ornithopoderna var de enda dinosaurierna som kunde gå på både två och fyra ben även om de minsta släktena/arterna var tvåbenta. De varierade i storlek från 1-2 meter långa arter till ca 15 meter långa hadrosaurider som Shantungosaurus som vägde åtminstone 7 ton. Om man ska jämföra djuren med motsvarigheter i dagens djurvärld kan man säga att ornithopoderna var dinosauriernas gaseller, antiloper och hjortar.

## Familjer
Då systematiken mellan vissa de olika familjerna bland de fågelhöftade dinosaurierna fortfarande är osäker är forskarna inte helt överens om när de äldsta arterna uppträdde. Helt klart är i alla fall att de första familjerna fågelhöftade dinosaurier uppträdde under yngre trias som till exempel Fabrosauriderna. Dessa räknades tidigare som ornithopoder men många forskare vill numer inte räkna Fabrosauriderna och andra tidiga ornitichier som ornithopoder. Flertalet paleontologer anser nu att de första ornithopoderna levde i mitten av juraperioden (minst 170 miljoner år före nutid).
- Fabrosaurider
  - Fabrosauridae
- Heterodontosaurider
  - Heterodontosauridae
  - Pisanosauridae
- Hypsilophodontider
  - Hypsilophodontidae
  - Thescelosauridae
- Iguanodonter
  - Dryosauridae
  - Camptosauridae
  - Iguanodontidae
  - Rhabdodontidae
- Hadrosaurider (anknäbbsdinosaurier)
  - Hadrosauridae
  - Lambeosauridae

Anm: Tidigare räknades även de s.k benskalledinosaurierna (Pachycephalosaurider) till ornithopodgruppen. En del forskare vill nu också klassa hadrosauriderna och Camtosauriderna som underfamiljer till överfamiljen Iguanodonter.

## Mer om ornithopoder
Ornithopoderna var ursprungligen små tvåbenta dinosaurier. Dessa fortlevde fram till slutet av krita för 65 miljoner år sedan när åtminstone alla "äkta" dinosaurier (se fåglar) dog ut. Efterhand växte de i storlek och de största anknäbbsdinosaurierna var betydligt större än elefanter. Ornithopderna utvecklades emellertid i flera riktningar och de är "unika" såtillvida att Camtosaurider, Iguanodontider och hadrosaurider var de enda kända dinosaurierna som kunde gå på både fyra och två ben.
Vad gäller evolution uppträdde camtosauriderna under yngre jura (ca 155 miljoner år före nutid). Iguanodontiderna uppträdde i tidig krita och de var troligen förfäder till hadrosauriderna/anknäbbsdinosaurierna. De äldsta anknäbbsdinosaurierna är kända från den yngsa delen av äldre krita men den stora majoriteten levde mellan 90 och 65 miljoner år sedan.
Samtliga familjer var mycket framgångsrika. Hypsilophodontiderna överlevde kanske lngre tid än någon annan dinosauriefamilj (över 100 miljoner år) och de spred sig till samtliga kontinenter. Under yngre krita blev hadrosauriderna bland de allra vanligaste dinosaurierna och de och andra nya grupper växtätande dinosaurier trängde under krita efterhand tillbaka de jättelika sauropoderna på de nordliga kontinenterna. Däremot etablerade sig aldrig anknäbbsdinosaurierna på de sydliga kontinenterna på grund av superkontinenten Pangea nu definitivt hade splittrats så att nya dinosauriearter inte kunde sprida sig över hela världen.
En del av deras framgång berodde på att såväl hadrosaurider som andra nya grupper fågelhöftade dinosaurier utvecklade oerhört effektiva käkar och tänder som klarade av att beta och tugga de nya och i många fall sega växter som blev vanliga under krita. 

## Levnadssätt
Många dinosaurier var utpräglade flockdjur och det gäller i högsta grad bland ornithopoderna. Då alla var växtätare jagades de av köttätande dinosaurier. Alla grupper växtätande dinosaurier utvecklade förutom (flertalet) flocklivet sina sätt att skydda sig mot rovdinosaurier. Medan sauropoderna blev de överlägset största landdjur som någonsin existerat, ceratopsier och stegosaurider m.fl. försåg sig med horn och stora piggar saknade nästan alla ornithopoder aktiva sätt att försvara sig. 
Visserligen hade Iguanodon och en del andra Iguanodontider stora piggar som tummar och de fungerade säkert utmärkt som försvarsvapen men den stora majoriteten av medlemmarna i denna dinosauriegrupp saknade dylika ting. Däremot hade många ornithopoder utmärkt syn och hörsel och torde därför i hög grad litat till dessa för att i tid upptäcka rovdinosaurier. Många hadrosaurider kunde också åstadkomma högljudda bölanden som varnade artfränderna i flocken/hjorden om en fara hotade. De småväxta ornithopoderna som Hypsilophodontiderna kunde springa mycket fort och var fullt kapabla att springa ifrån nästan alla kända köttätande dinosaurier.
Som andra dinosaurier la djuren ägg. De senaste 30-40 åren har man gjort många fynd som indikerar att många (dock inte alla) dinosaurier var omtänksamma föräldrar, vilket i synnerhet gäller många växtätande dinosaurier. Mycket tyder på att de små djuren matades av föräldrar eller andra nära släktingar som också gjorde sitt bästa för att skydda dem. Man är ganska säkra att många sauropoder la äggen i stora kolonier och liknande beteenden fanns även hos många andra växtätande dinosaurier, inklusive ornithopoderna. Vad gäller hadrosauriderna tror en del forskare att åtminstone hos en del arter satte sig honorna över äggbona för att skydda dem från äggtjuvar.

## Släkten
Fabrosauridae
- Azendohsaurus
- Echinodon
- Fabrosaurus
- Lesothosaurus
- Revueltosaurus
- Scutellosaurus
- Techosaurus
- Trimucrodon

Heterodontosauridae
- Abrictosaurus
- Dianchungosaurus
- Geranosaurus
- Heterodontosaurus
- Lanasaurus
- Lycorhinus
- Pisanosaurus

Hypsilophodontidae
- Agilisaurus
- Alcodon
- Atlascopcosaurus
- Bugensaura
- Drinker
- Fulgurotherium
- Gongbusaurus
- Hexinlusaurus
- Hypsilophodon
- Laosaurus
- Leaellynasaura
- Loncosaurus
- Nanosaurus
- Notohypsilophodon
- Orodromeus
- Othnielia
- Parksosaurus
- Phyllodon
- Quantasaurus
- Tichosteus
- Valdosaurus
- Xiaosaurus
- Yandusaurus
- Zephyrosaurus

Dryosauridae
- Dryosaurus

Thescelosauridae
- Thescelosaurus

Camptosauridae
- Callovosaurus
- Camptosaurus
- Draconyx
- Honghesaurus

Iguanodontidae
- Altirhinus
- Anabiseta
- Anoplosaurus
- Bihariosaurus
- Craspedodon
- Eucerosaurus
- Fukuisaurus
- Gadolosaurus
- Gasparinisaurua
- Gravisaurus
- Iguanodon
- Jinzhousaurus
- Kangasaurus
- Lanzhousaurus
- Lurdusaurus
- Mantellisaurus
- Nanyangosaurus
- Ouranosaurus
- Probactrosaurus
- Procerosaurus
- Tenontosaurus?
- Vectisaurus

Rhabdodontidae
- Mochlodon
- Muttaburrasaurus
- Rhabdodon
- Zalmoxes

Hadrosauridae
- Anazasiasaurus
- Anatotitan
- Aralosaurus
- Brachylophosaurus
- Cedrorestes
- Chassternbergia
- Cionodon
- Claorhynchus
- Edmontosaurus
- Equijubus
- Gryposaurus
- Hadrosaurus
- Hironosaurus
- Kritosaurus
- Kerberosaurus
- Koutaliasaurus
- Lophorthothon
- Maisaurua
- Mandschurosaurus
- Microhadrosaurus
- Naashoibitosaurus
- Prosaurolophus
- Saurolophus
- Secernosaurus
- Shantungosaurus
- Tanius
- Telmatosaurus?
- Trachodon

Lambeosauridae
- Amurosaurus
- Bactrosaurus
- Barspolida
- Charonosaurus
- Corythosaurus
- Eolambia
- Hipponosaurus
- Hypactrosaurus
- Jaxartosaurus
- Lambeosaurus
- Nanningosaurus
- Nipponosaurus
- Olorotitan
- Othuielosaurus
- Parasaurolophus
- Pteropteryx
- Tsintaosaurus
- Velafrons